# Даймонд (Міссурі)
Даймонд (англ. Diamond) — місто (англ. city) в США, в окрузі Ньютон штату Міссурі. Населення — 831 особа (2020).

## Географія
Даймонд розташований за координатами 36°59′49″ пн. ш. 94°18′55″ зх. д. / 36.99694° пн. ш. 94.31528° зх. д. (36.997069, -94.315376).  За даними Бюро перепису населення США в 2010 році місто мало площу 1,94 км², з яких 1,93 км² — суходіл та 0,00 км² — водойми.

## Демографія
Згідно з переписом 2010 року, у місті мешкали 902 особи в 372 домогосподарствах у складі 250 родин. Густота населення становила 466 осіб/км².  Було 409 помешкань (211/км²).
Расовий склад населення:
| - 94,0 % — білих - 1,4 % — корінних американців - 0,7 % — чорних або афроамериканців - 0,1 % — азіатів - 1,1 % — осіб інших рас |

До двох чи більше рас належало 2,7 %. Частка іспаномовних становила 1,9 % від усіх жителів.
За віковим діапазоном населення розподілялося таким чином: 26,7 % — особи молодші 18 років, 57,9 % — особи у віці 18—64 років, 15,4 % — особи у віці 65 років та старші. Медіана віку мешканця становила 35,0 року. На 100 осіб жіночої статі у місті припадало 99,1 чоловіків;  на 100 жінок у віці від 18 років та старших — 89,4 чоловіків також старших 18 років.
Середній дохід на одне домашнє господарство  становив 41 626 доларів США (медіана — 32 500), а середній дохід на одну сім'ю — 48 715 доларів (медіана — 42 656). Медіана доходів становила 40 000 доларів для чоловіків та 22 750 доларів для жінок. За межею бідності перебувало 12,2 % осіб, у тому числі 13,5 % дітей у віці до 18 років та 7,4 % осіб у віці 65 років та старших.
Цивільне працевлаштоване населення становило 411 осіб. Основні галузі зайнятості: освіта, охорона здоров'я та соціальна допомога — 23,6 %, роздрібна торгівля — 19,7 %, виробництво — 17,0 %.